# HMS Triton (N15)
«Тритон» (N15) (англ. HMS Triton (N15) — військовий корабель, підводний човен типу «T» Королівського військово-морського флоту Великої Британії часів Другої світової війни.
Човен брав активну участь у бойових діях на морі в Другій світовій війні; бився у Північній Атлантиці, біля берегів Європи, у Середземному морі. Загалом «Тритон» здійснив 15 бойових походів, три з яких у Середземномор'ї, потопив три ворожі судна.

## Історія створення
Підводний човен «Тритон» був закладений 28 серпня 1936 року на верфі компанії Vickers-Armstrongs у Барроу-ін-Фернесі. 5 жовтня 1937 року він був спущений на воду, а 9 листопада 1938 року увійшов до складу Королівських ВМС Великої Британії. 

## Історія служби
10 вересня 1939 року «Тритон» одночасним залпом трьома торпедами знищив британський підводний човен «Окслі». Перебуваючи в дозорі (хоча і в стороні від призначеного району), «Тритон» виявив невідомий човен у надводному положенні і надіслав йому запит світловим кодом. Не отримавши правильної відповіді, командир дійшов висновку, що це ворожий корабель. Насправді «Окслі» тільки що вийшов з резерву, і підготовка особового складу до бойових дій була явно недостатня. Так, першою жертвою на морі серед кораблів підводного флоту союзників став британський підводний човен, що загинув унаслідок «дружнього вогню».
6 грудня 1940 року ймовірно «Тритон» атакував торпедами італійське вантажне судно Olimpia, яке йшло у супроводі есмінця «Аугусто Ріботі» до Бриндізі. Після цього ніякої інформації про британський ПЧ не надходило, вважається, що ймовірно «Тритон» затонув у наслідок підриву на міні в протоці Отранто